# 气旋拉贾
1986年末，强烈热带气旋拉贾在法国海外领地瓦利斯和富图纳创下674.9毫米的24小时降雨量纪录并保持至今，还对玻里尼西亚和斐济构成重大破坏。1986年12月中旬，斐济气象局在托克劳东北方向发现弱热带扰动。系统接下来几天朝西南移动并发展，于12月23日成为热带气旋拉贾。风暴获命名后前进速度放缓，并出人意料地迂回向东南方向逼近法属瓦利斯和富图纳。拉贾此后两天同另一个热带天气系统相互影响，前进路线形成紧凑的环形，从距富图纳岛不足55公里海域经过。12月28日，风暴达到最高强度，估计十分钟持续风速每小时150公里，属三级强烈热带气旋。29日拉贾转向西南威胁斐济，从距瓦努阿岛不足20公里近海掠过后又于次日在拉乌群岛多个小岛附近经过并有可能登陆。此后几天风暴进入斐济以南洋面并逐渐减弱，最后于1987年1月5日在塔斯曼海北部失去踪影。
拉贾吹袭图瓦卢、汤加、斐济、瓦利斯和富图纳期间共夺走两条人命，强烈阵风和大浪导致图瓦卢沿海设施、建筑和庄稼遭受重大破坏，许多低洼地区被淹。富图纳岛灾情最为严重，大量农作物、沿海设施和建筑受损或被毁。12月24至30日间，风暴两度袭击斐济，拉巴萨河流域洪灾严重程度创下半个多世纪来的新纪录。气旋对斐济和玻里尼西亚部分地区构成重创，风暴名称因此退役，以后永远都不会再在南太平洋热带气旋命名时采用。

## 发展历程
1986年12月，南太平洋辐合带较为活跃，并有一直延伸到热带的中纬度上层低压槽。托克劳和坎顿岛之间的西风爆发促使托克劳东北方向海域发展出热带扰动，斐济气象局从12月21日开始监控图瓦卢富纳富提以东约280公里洋面的扰动天气系统并将其归类为弱热带低气压。系统此时所在位置远在任何气象机构的有效观测范围外，环流偏弱且不明显，所以很难确定中心位置。热带低气压接下来36小时向西南移动并从图瓦卢附近经过，同时缓慢增强，结构也有改善。
12月23日，斐济气象局把系统升级成热带气旋并以“拉贾”（Raja）命名，美国海军西部海洋学中心为风暴分配编号“04”并开始发布公告。拉贾在逼近罗图马期间放缓移动速度，副热带高压脊减弱，太平洋大范围海域气压下降。接下来风暴出人意外地回转东南，于12月24日开始朝法属瓦利斯和富图纳进发。次日的卫星图像显示气旋已发展出风眼，并从离富图纳不足55公里洋面经过。12月26日，拉贾达到飓风强度，并开始与之后成为强烈热带气旋莎莉的天气系统相互影响。此后两天风暴继续强化，移动路线呈逆时针环路，距莎莉还有不到1110公里。回转东进开始威胁斐济期间，拉贾还从富图纳东南方向约110公里海域经过。
据斐济气象局估算，风暴于12月28日达到十分钟持续风速每小时150公里的最高强度，按澳大利亚热带气旋分级属三级强烈热带气旋。受拉贾和莎莉上方及南面逐渐发展的低压槽影响，风暴当天转向西南，于12月29日从距瓦努阿岛不足20公里近海掠过，然后开始转向南下，从拉乌群岛多个小岛附近经过并有可能登陆。美国海军西部海洋学中心估计拉贾达到的最高强度为一分钟持续风速每小时165公里，按萨菲尔-辛普森飓风风力等级属二级飓风。此后几天，风暴在斐济以南洋面行进，并因水温降低逐渐减弱，于1月1日降级成热带低落气压，外流也受到限制。气旋从高速气流下方经过，成为新西兰上空阻塞气流的组成部分。进入塔斯曼海北部上空后，系统最终在1月5日失去踪影。

## 影响
强烈热带气旋拉贾先后袭击斐济和玻里尼西亚部分地区，共造成一人死亡，风暴名称之后退役，永远都不会再在南太平洋热带气旋命名时采用。斐济气象局于12月21日把系统归类为热带低气压并开始监控，同时向图瓦卢发布热带气旋警报。风暴正如气象机构预料的那样朝西南行进并影响图瓦卢，增强速度虽不及预期，但产生的强烈阵风和巨浪还是重创该国沿海设施、建筑和庄稼，还有许多低洼地区被淹。
斐济气象局预测拉贾会在12月24日经过罗图马附近并开始转向东南，所以向汤加纽阿福欧岛和纽阿托普塔普岛发出热带气旋警报。12月25日，两岛又接获烈风警告并持续生效至12月28日风暴转向西南远离群岛时止。12月29日，气象部门预计拉贾有可能转朝东南移动，影响汤加中部和南部岛屿，因此向汤加南部各岛发布热带气旋警报。之后汤加塔布岛和诺穆卡岛收到烈风警告，但到了12月30日，汤加境内所有警报或警告中止生效。

### 瓦利斯和富图纳
| 降雨量 | 降雨量 | 风暴         | 地点             | 参     |
| 排名   | mm     | 风暴         | 地点             | 参     |
| ------ | ------ | ------------ | ---------------- | ------ |
| 1      | 674.9  | 1986年拉贾   | 富图纳岛毛普坡   | [ 11 ] |
| 2      | 556.7  | 1992年弗兰   | 瓦利斯岛希希福   | [ 11 ] |
| 3      | 291.2  | 1975年瓦尔   | 瓦利斯岛希希福   | [ 11 ] |
| 4      | 220.6  | 1997年希娜   | 富图纳岛毛普坡   | [ 11 ] |
| 5      | 186    | 2012年埃文   | 富图纳岛         | [ 11 ] |
| 6      | 180    | 1980年瓦尔   | 富图纳岛毛普坡   | [ 11 ] |
| 7      | 171.6  | 1997年科力   | 瓦利斯岛希希福   | [ 11 ] |
| 8      | 160.8  | 1966年无名   | 瓦利斯岛马拉托利 | [ 11 ] |
| 9      | 160    | 2016年阿莫斯 | 瓦利斯岛希希福   | [ 12 ] |
| 10     | 119    | 2001年瓦卡   | 瓦利斯岛希希福   | [ 11 ] |

12月25至29日，拉贾对法国海外领地瓦利斯和富图纳构成影响，夺走一条人命并重创各岛沿海设施、建筑和农作物。12月24日，斐济气象局向富图纳发布风暴警告，警告因气旋持续在该岛附近徘徊而一直生效至28日。瓦利斯的风速达到烈风强度，富图纳岛的风速估计达到飓风标准，但因气象站被刮倒而无法证实。风暴激起大浪和风暴潮，引发洪灾及山崩，导致富图纳的草地简易机场跑道受损。12月26日，富图纳岛毛普坡气象站测得969.2毫巴（百帕，28.62英寸汞柱）最低气压，24小时降雨量更达创纪录的674.9毫米，该气象站的风速表被毁前还测得每小时133公里阵风。瓦利斯岛希希福区所测最强阵风时速为137公里，同样创下新纪录，直至2012年12月才被希希福机场在气旋埃文来袭期间测得的156公里时速打破。
12月27日，各岛间通讯中断，但当天就建立起时断时续的无线电连接传送损失报告。报告表明富图纳灾情最重，建筑质量很好的房屋也遭受重创，稍差的便被完全摧毁。该岛八成农作物毁于一旦，行政办公楼、警局总部和医院都受到严重破坏。无线电连接于12月28日中断，富图纳同外界失去联系。法属玻里尼西亚和新喀里多尼亚立即运出包括食品、医疗及其他用品在内的救灾物资。两架C-160军用运输机原计划将16吨救灾物资送抵富图纳，但因能见度太差改飞瓦利斯。各岛周边海域平息后，救灾机构计划用“莫纳三世号”（Mona-III）货船运送物资。
12月31日，一架SA330美洲狮直升机经拆解从新喀里多尼亚空运至瓦利斯再组装起来，然后开始把外界援助运达富图纳。随直升机一同抵达的还有法国南太平洋属地外长加斯顿·弗洛西（Gaston Flosse），之后直升机将富图纳的重伤员运往瓦利斯。1987年1月1日，法国海军“雅克卡地亚号”（Jacques-Cartier）舰船驶离努美阿，将土方机械运往富图纳。1967年2月6日至7日，法国海外领土部长伯纳德·庞斯（Bernard Pons）在到访该岛24小时期间宣布向富图纳提供5500万法郎援助，同时推翻针对瓦努阿图的援助禁令。庞斯到访次日，军队抵达岛上协助修复主要基础设施。欧洲经济共同体从欧洲建筑发展基金向法国基金拨款六万欧元，并更换岛上被气旋摧毁的渔船。拉贾过去后，富图纳的重建和恢复过程耗时约五年之久。

### 斐济

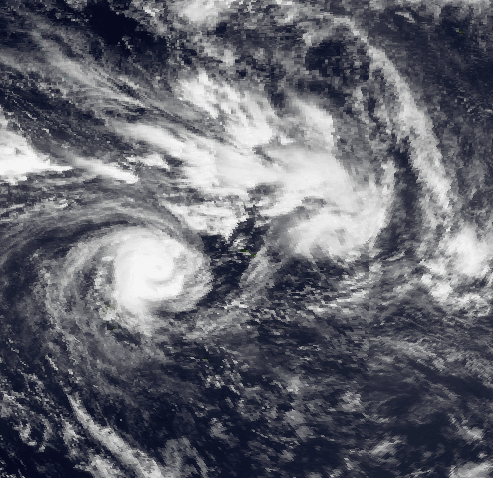
12月26日，热带气旋拉贾（左）同气旋莎莉的前身（右）相互影响

拉贾是历史上对斐济破坏非常严重的热带气旋，风暴于12月24至30日影响斐济，该国一人死亡，经济损失约1600万斐济元（相当于1286万美元），拉巴萨河流域爆发1929年后最严重的洪灾。12月23日，斐济气象局向罗图马发布热带气旋警报，还称岛上未来24小时风力可能会有烈风强度。当天斐济气象局预测风暴会继续向东南方向逼近该国，所以向罗图马发出风暴警告，同时向其他地区发布热带气旋警报。12月24日，拉贾从罗图马西侧经过，岛上风速达到烈风标准，大量房屋、交通工具、沿海道路和农作物遭受严重破坏。次日，气象机构预测风暴经过期间足以产生烈风强度大风，因此逐渐以烈风警告取代斐济北部大区各岛屿的热带气旋警报。
12月25日，系统从乌杜气象站西北方向约90至110公里洋面经过，估计风速每小时45至55公里。12月25日至26日，拉贾向东逼近汤加纽阿福欧岛，斐济境内各警报或警告中止生效。12月26日，风暴又开始西进，于次日再度威胁斐济，该国进入警戒状态，斐济气象局向包括瓦努阿岛、奇科比亚岛（Cikobia）、奇莱莱武环礁（Qelelevu）和塔韦乌尼岛在内的多个岛屿发出烈风警告。国家紧急事务委员会当天经过动员开始协调数据传入和防灾救灾准备工作。斐济气象局向全国发布烈风、风暴和飓风警告，公共及私营广播公司此后共同协作，将风暴信息通过广播发布。各地居民钻入洞穴或前往疏散中心，相信这些地方足以承受飓风强度狂风。
斐济包括瓦努阿岛（部分区域）、科罗岛、拉乌群岛在内的多个地区风力达到飓风强度并遭受重大破坏。该国其他地区的风速在烈风至飓风强度不等，并伴有暴雨、大浪和二至三米的风暴潮，造成一定程度破坏。许多低洼地区的农作物、通讯设施、建筑、道路、海塘、码头、渡头及其他沿海设施受到重创。经斐济内政部长推动，该国许多在过去风暴期间被毁的民居重建时采用更高的建筑标准，所以此次拉贾来袭导致的破坏程度较经。拉肯巴岛一名男子试图与另外两名同伴一起把船转移到更安全的停泊点时落水溺毙。受气旋影响，拉巴萨河流域爆发1929年后最严重的洪灾，位于拉巴萨市民中心的仪表测得的洪水最高水位达3.72米，洪水之后还导致排水系统堵塞，潮水异常高涨。
12月31日，新西兰皇家空军一架P-3猎户座巡逻机飞抵斐济，协助该国政府1月1日至2日的航测和灾情评估，结果表明该国的破坏范围小于预期。奈赖岛附近礁石上发现一艘已部分进水的渡轮，事后经斐济当局确定为“罗玛达号”（Romada），载有60人到岛上过圣诞。渡轮沉没时船长及机修师仍在船上，两人后乘救生筏上岸。1月2日，斐济政府宣布愿意接受援助并表明具体援助需求。美国驻斐济大使卡尔·爱德华·迪勒里（Carl Edward Dillery）行使救灾职权向斐济政府损款2.5万美元。斐济收到的其他捐助包括：新西兰十万斐济元、澳大利亚十万澳大利亚元，联合国开发计划署6.5万澳大利亚元，欧洲联盟委员会30万欧元。1月5日，世界宣明会澳大利亚分会呼吁捐款1.5万澳大利亚元，为斐济约一千个家庭提供紧急口粮和其他援助。这笔款项主要用于短期应对拉贾造成的影响，包括购买食品，运输、卫生设施及农用工具和设备。2月4日，澳大利亚政府宣布在之前的十万澳大利亚元基础上再向斐济捐款340万澳大利亚元。